# 国鉄ワム80000形貨車
ワム80000形は、日本国有鉄道（国鉄）が1960年（昭和35年）から製造、使用した、15 t 積み二軸有蓋貨車である。
国鉄貨車の標準型として、1981年（昭和56年）までの21年間で、日本の鉄道史上最多となる26,605両が製造された。製造所は、日本車輌製造、川崎車輛/川崎重工業、汽車製造東京支店、日立製作所、輸送機工業、富士車輌、ナニワ工機、三菱重工業、協三工業、舞鶴重工業、鉄道車輛工業、若松車輛である。
かつては全国各地で見ることのできた貨車で、ワムハチの愛称で知られる。

## 概要
1959年（昭和34年）、汐留駅 - 梅田駅間においてコンテナ輸送が始まったが、それまでの主流であった車扱貨物、特に有蓋車の荷役作業の近代化を図る必要が生じていた。このため、パレットを用いてフォークリフトで荷役をすることによる効率化（パレチゼーション）が検討され、初代ワム80000形（後の初代ワム89000形）が誕生した。本形式はその改良量産型である。一般貨車との区別のため、車体色はとび色2号（明るい茶色）が初めて採用された。
最大積載荷重は15 tであるが、これはパレットの重量を含んだものである。本形式の試作車にあたる初代ワム80000形は、容積が過小で15 tを積載することができなかったため、本形式では容積を大きくして、同荷重の他形式と比べ車体長が増加している。また初代ワム80000形同様、荷役の利便を図るため側面は総開き式として4枚の引戸とされ、どの場所でも開口させて荷役を行うことができる。積載可能なパレット数は、初代ワム80000形より2枚多い14枚である。
走行装置は二段リンク式で、最高運転速度は75 km/h、車軸は12 t長軸で、軸受は平軸受である。
標記トン数15 tのパレット荷役用有蓋車であることから、車番標記の前に「パ」（後年「ハ」に変更）の小文字が入れられたため「パワム（ハワム）」と区別される。パレット輸送の利点を生かし主に大口輸送に使用されたため、1984年（昭和59年）2月のダイヤ改正でヤード集結形輸送が廃止された後も、製紙業者による紙の輸送用として残存した。1987年（昭和62年）の国鉄分割民営化後は日本貨物鉄道（JR貨物）のほか、九州旅客鉄道（JR九州）を除くJR旅客会社にも少数が事業用車として継承された。
JR貨物に継承された車両の一部は、軸受をコロ軸受にする改造（380000番台）や製紙原料用の木材チップバラ積み用（480000番台）へと改造されたが、さらに輸送効率に優れたコンテナ車への切り替えなどによって代替された。

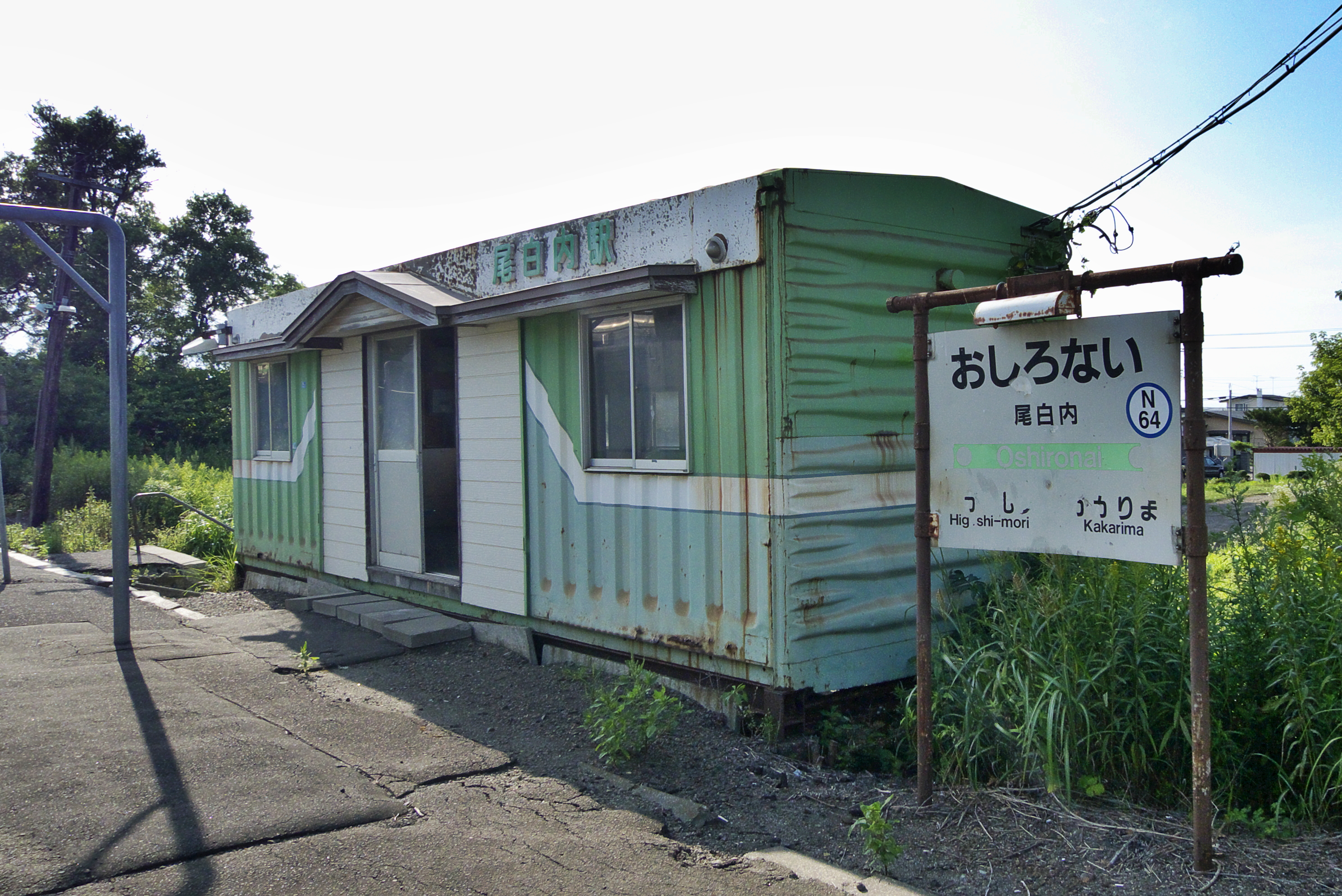
廃車体の駅舎への転用例（JR北海道 函館本線 尾白内駅）

廃車となった車体は使い勝手の良さから、小規模な駅の駅舎や待合室に改造・転用されたり、一般に払い下げられた上で倉庫や店舗などに再利用されるケースも多く、現在でも全国各地でその姿を見ることができる（淡路島など鉄道がない地域にもある）が、経年による老朽化などから数は漸減している。

## 形態分類

### 汎用車

#### 試作車
ワム89000形（初代ワム80000形）の欠点を改良して車体を大型化した試作車で、1960年にワム80000 - ワム80004の5両が製造された。側ブレーキは車体中央部に装備されていたが、後に量産化改造により車端部に移された。屋根は鋼板製であるが、プレス鋼板による垂木を8本取り付けている。
| 製造年度 | 製造数      | 車両番号             | 製造所       |
| -------- | ----------- | -------------------- | ------------ |
| 1959年度 | 5両（試作） | ワム80000, ワム80001 | 日本車輌製造 |
| 1959年度 | 5両（試作） | ワム80002            | 川崎車輛     |
| 1959年度 | 5両（試作） | ワム80003            | 日立製作所   |
| 1959年度 | 5両（試作） | ワム80004            | 汽車製造     |

#### 1次量産車
試作車の試験結果に基づいて細部を改良し、1960年から1966年（昭和41年）にかけて量産されたグループ。試作車との区別のため番号は80100以降から振られ、ワム80100 - ワム82899となった。自動連結器を横コッタ式下作用から並形上作用式に変更し、緩衝器をゴム式から輪ばね式とした。側ブレーキは操作の安全性の問題から取り付け位置を中央部から車端に移した。
| 製造年度              | 製造数  | 車両番号                                     | 製造所                         |
| --------------------- | ------- | -------------------------------------------- | ------------------------------ |
| 1960年度              | 1,500両 | ワム80100 - ワム80599, ワム81100 - ワム81349 | 日本車輌製造・輸送機工業       |
| 1960年度              | 1,500両 | ワム80600 - ワム81099, ワム81350 - ワム81599 | 川崎車輛・富士車輌・ナニワ工機 |
| 1961年度              | 200両   | ワム81600 - ワム81799                        | 汽車製造                       |
| 1962年度              | 200両   | ワム81800 - ワム81999                        | 汽車製造                       |
| 1964年度民有          | 200両   | ワム82000 - ワム82199                        | 汽車製造                       |
| 1964年度第3次債務負担 | 200両   | ワム82200 - ワム82399                        | 日本車輌製造                   |
| 1965年度第2次債務負担 | 500両   | ワム82400 - ワム82599                        | 日本車輌製造                   |
| 1965年度第2次債務負担 | 500両   | ワム82600 - ワム82899                        | 川崎車輛                       |

#### 2次量産車

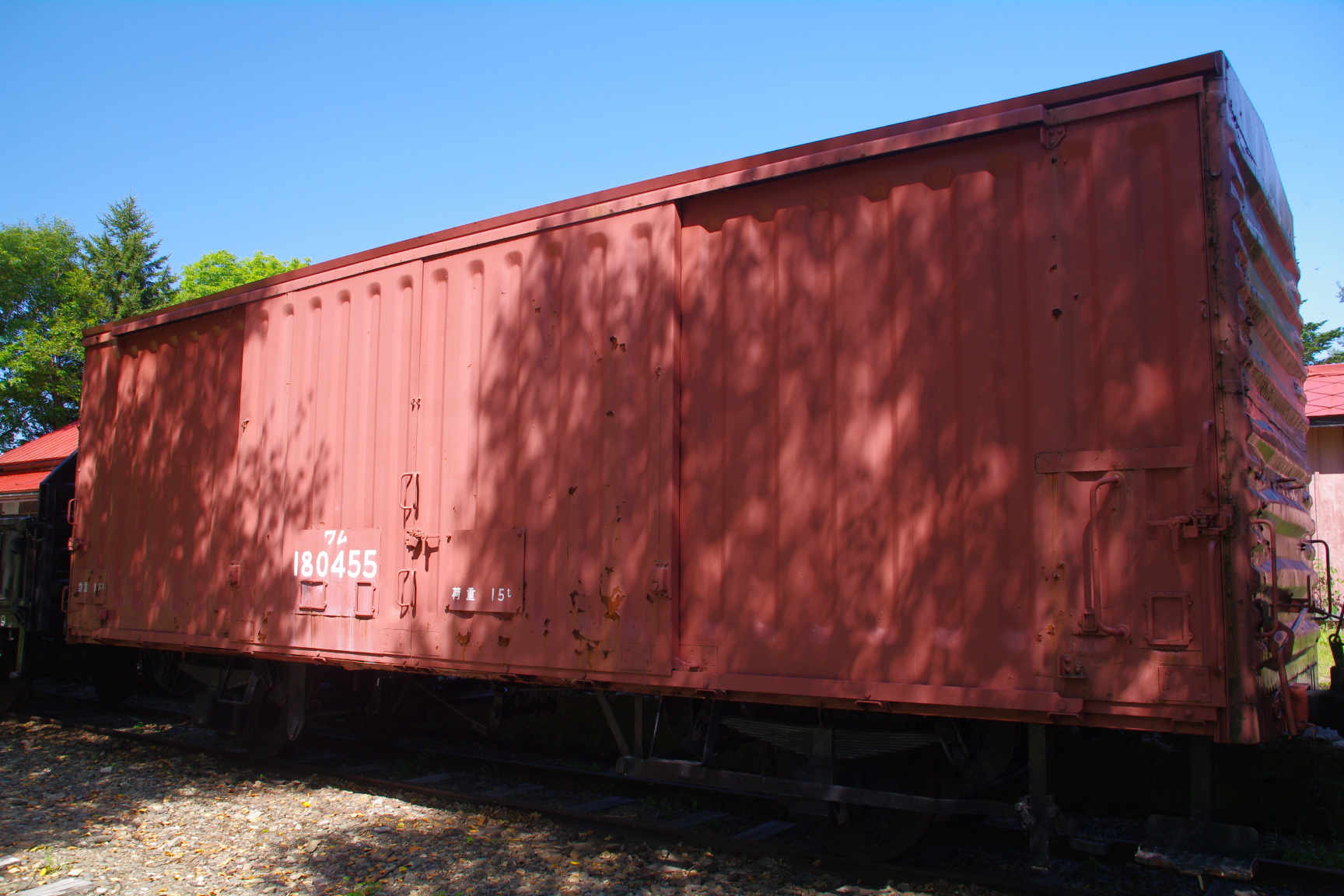
ワム180455（2次量産車）

1968年（昭和43年）10月に実施されたダイヤ改正により、貨物列車の最高速度が65 km/hから75 km/hに引き上げられたのにともなって、これに適合しない貨車が大量に廃車されたため、それの補充と近代化をかねて量産されたグループである。小改良を加えながら、1970年（昭和45年）まで製造された。車両番号は83000番台から振られ、ワム83000 - ワム88999, ワム180000 - ワム188801となった。
側ブレーキがそれまでの片側から両側に増設され、屋根がプレス構造に変更されるとともに室内の天井板が省略された。
2次量産車と同時期、1968年に製造されたオートバイ輸送用車は1981年に汎用化改造車に編入され、番号は後述の側柱省略試作車に続くワム188807 - ワム188818となった。
| 製造年度              | 製造数  | 車両番号                                         | 製造所       |
| --------------------- | ------- | ------------------------------------------------ | ------------ |
| 1967年度第1次債務負担 | 5,000両 | ワム83000 - ワム83499                            | 汽車製造     |
| 1967年度第1次債務負担 | 5,000両 | ワム83500 - ワム84969                            | 日本車輌製造 |
| 1967年度第1次債務負担 | 5,000両 | ワム84970 - ワム86069                            | 川崎車輛     |
| 1967年度第1次債務負担 | 5,000両 | ワム86070 - ワム86699                            | 三菱重工業   |
| 1967年度第1次債務負担 | 5,000両 | ワム86700 - ワム87999                            | 日立製作所   |
| 1967年度第3次債務負担 | 300両   | ワム88000 - ワム88079                            | 日本車輌製造 |
| 1967年度第3次債務負担 | 300両   | ワム88080 - ワム88229                            | 舞鶴重工業   |
| 1967年度第3次債務負担 | 300両   | ワム88230 - ワム88299                            | 若松車輛     |
| 1968年度民有          | 4,388両 | ワム88300 - ワム88379                            | 協三工業     |
| 1968年度民有          | 4,388両 | ワム88830 - ワム88939                            | 汽車製造     |
| 1968年度民有          | 4,388両 | ワム88940 - ワム88999, ワム180000 - ワム180807   | 日本車輌製造 |
| 1968年度民有          | 4,388両 | ワム180820 - ワム181614                          | 川崎車輛     |
| 1968年度民有          | 4,388両 | ワム181615 - ワム181914                          | 舞鶴重工業   |
| 1968年度民有          | 4,388両 | ワム181915 - ワム182574                          | 三菱重工業   |
| 1968年度民有          | 4,388両 | ワム182575 - ワム183524                          | 日立製作所   |
| 1968年度民有          | 4,388両 | ワム183525 - ワム183699                          | 若松車輛     |
| 1968年度第4次債務負担 | 1,400両 | ワム180808 - ワム180819, ワム183700 - ワム183952 | 汽車製造     |
| 1968年度第4次債務負担 | 1,400両 | ワム183953 - ワム184372                          | 日本車輌製造 |
| 1968年度第4次債務負担 | 1,400両 | ワム184373 - ワム184752                          | 川崎車輛     |
| 1968年度第4次債務負担 | 1,400両 | ワム184753 - ワム185087                          | 日立製作所   |
| 1968年度第5次債務負担 | 1,000両 | ワム185088 - ワム185187                          | 汽車製造     |
| 1968年度第5次債務負担 | 1,000両 | ワム185188 - ワム185437                          | 日本車輌製造 |
| 1968年度第5次債務負担 | 1,000両 | ワム185438 - ワム185737                          | 川崎車輛     |
| 1968年度第5次債務負担 | 1,000両 | ワム185738 - ワム185827                          | 舞鶴重工業   |
| 1968年度第5次債務負担 | 1,000両 | ワム185828 - ワム185877                          | 三菱重工業   |
| 1968年度第5次債務負担 | 1,000両 | ワム185878 - ワム185972                          | 日立製作所   |
| 1968年度第5次債務負担 | 1,000両 | ワム185973 - ワム185987                          | 若松車輛     |
| 1969年度民有          | 1,689両 | ワム185988 - ワム186037                          | 協三工業     |
| 1969年度民有          | 1,689両 | ワム186038 - ワム186167                          | 川崎車輛     |
| 1969年度民有          | 1,689両 | ワム186168 - ワム186197                          | 鉄道車輛工業 |
| 1969年度民有          | 1,689両 | ワム186198 - ワム186412                          | 日本車輌製造 |
| 1969年度民有          | 1,689両 | ワム186413 - ワム186672                          | 川崎重工業   |
| 1969年度民有          | 1,689両 | ワム186673 - ワム186982                          | 三菱重工業   |
| 1969年度民有          | 1,689両 | ワム186983 - ワム187137                          | 舞鶴重工業   |
| 1969年度民有          | 1,689両 | ワム187138 - ワム187591                          | 日立製作所   |
| 1969年度民有          | 1,689両 | ワム187592 - ワム187676                          | 若松車輛     |
| 1969年度第3次債務負担 | 630両   | ワム187677 - ワム187711                          | 協三工業     |
| 1969年度第3次債務負担 | 630両   | ワム187712 - ワム187811                          | 日本車輌製造 |
| 1969年度第3次債務負担 | 630両   | ワム187812 - ワム187941                          | 川崎重工業   |
| 1969年度第3次債務負担 | 630両   | ワム187942 - ワム188116                          | 三菱重工業   |
| 1969年度第3次債務負担 | 630両   | ワム188117 - ワム188191                          | 舞鶴重工業   |
| 1969年度第3次債務負担 | 630両   | ワム188192 - ワム188261                          | 日立製作所   |
| 1969年度第3次債務負担 | 630両   | ワム188262 - ワム188306                          | 若松車輛     |
| 1970年度本予算        | 495両   | ワム188307 - ワム188336                          | 協三工業     |
| 1970年度本予算        | 495両   | ワム188337 - ワム188470                          | 汽車製造     |
| 1970年度本予算        | 495両   | ワム188471 - ワム188648                          | 日本車輌製造 |
| 1970年度本予算        | 495両   | ワム188649 - ワム188801                          | 川崎重工業   |

#### 側柱省略試作車
本形式では、屋根を支えるため片側2本ずつの側柱があるが、これがないほうが荷役に都合がよいため、この側柱を省略した試作車である。1971年（昭和46年）にワム188802 - ワム188806の5両が製造された。強度の確保のため、妻板の厚さは従来車の2倍となり、鴨居や台枠側梁を強化した。そのため、従来車に比べ高さが60 mm 増加している。
| 製造年度       | 製造数 | 車両番号               | 製造所       |
| -------------- | ------ | ---------------------- | ------------ |
| 1970年度本予算 | 5両    | ワム188802             | 汽車製造     |
| 1970年度本予算 | 5両    | ワム188803, ワム188804 | 日本車輌製造 |
| 1970年度本予算 | 5両    | ワム188805, ワム188806 | 川崎重工業   |

#### 走行安定対策車

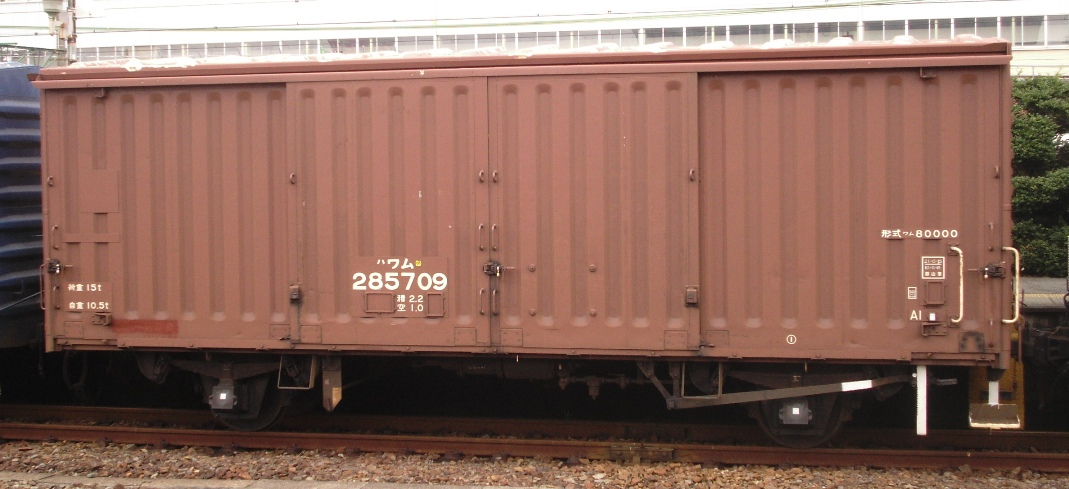
ワム285709（走行安定対策車）

1975年（昭和50年）より製造された改良型で、1981年までに8,500両が製造された（ワム280000 - ワム288499・280000番台）。大幅な設計変更が行われたため、車両番号も280000番台となった。
走行安定性のさらなる改善のため、軸距を260mm延長して5,300mmとした。床鋼板の厚みが4.5 mm から6 mm に変更となったほか、台枠構造が変更されている。軽量化のための引戸のアルミ化などが行われている。外観上では雨樋縦管が車端部に露出しており、屋根は耐候性高張力鋼1.6 mm 厚となり、耐食性ポリエステル樹脂を塗布したため、塗色が薄茶色になった。側扉がアルミ製となったことにより強度が小さくなり、注意喚起の意味で「●」印が扉に標記されたものの破損事故が多発したため、さらにその下部に縦書きで「アルミドア」の表示が追加された。
1978年第1次債務負担で新製されたワム284990 - 284999の10両は、木製床を試用しており、日本車輌製造製の5両（ワム284990 - ワム284994）は合板を、三菱重工業製の5両（ワム284995 - ワム284999）は単板を使用している。また、1978年本予算以降の新製車の一部は、輪軸や軸ばね、制動弁、自動連結器に中古品を使用したものがある。
2006年（平成18年）現在、使用されている本形式は、全て本番台または本番台の改造車である。
| 製造年度              | 製造数  | 車両番号                                                                  | 製造元       |
| --------------------- | ------- | ------------------------------------------------------------------------- | ------------ |
| 1974年度第3次債務負担 | 1,000両 | ワム280000 - ワム280309                                                   | 日本車輌製造 |
| 1974年度第3次債務負担 | 1,000両 | ワム280310 - ワム280769                                                   | 川崎重工業   |
| 1974年度第3次債務負担 | 1,000両 | ワム280770 - ワム280939                                                   | 三菱重工業   |
| 1974年度第3次債務負担 | 1,000両 | ワム280940 - ワム280999                                                   | 若松車輛     |
| 1975年度本予算        | 630両   | ワム281000 - ワム281209                                                   | 日本車輌製造 |
| 1975年度本予算        | 630両   | ワム281210 - ワム281494                                                   | 川崎重工業   |
| 1975年度本予算        | 630両   | ワム281495 - ワム281609                                                   | 三菱重工業   |
| 1975年度本予算        | 630両   | ワム281610 - ワム281629                                                   | 若松車輛     |
| 1975年度第2次債務負担 | 370両   | ワム281630 - ワム281759                                                   | 日本車輌製造 |
| 1975年度第2次債務負担 | 370両   | ワム281760 - ワム281904                                                   | 川崎重工業   |
| 1975年度第2次債務負担 | 370両   | ワム281905 - ワム281984                                                   | 三菱重工業   |
| 1975年度第2次債務負担 | 370両   | ワム281985 - ワム281999                                                   | 若松車輛     |
| 1976年度本予算        | 380両   | ワム282000 - ワム282179                                                   | 日本車輌製造 |
| 1976年度本予算        | 380両   | ワム282370 - ワム282494                                                   | 川崎重工業   |
| 1976年度本予算        | 380両   | ワム282770 - ワム282804                                                   | 三菱重工業   |
| 1976年度本予算        | 380両   | ワム282960 - ワム282999                                                   | 若松車輛     |
| 1976年度第1次債務負担 | 620両   | ワム282180 - ワム282569                                                   | 日本車輌製造 |
| 1976年度第1次債務負担 | 620両   | ワム282495 - ワム282769                                                   | 川崎重工業   |
| 1976年度第1次債務負担 | 620両   | ワム282805 - ワム282959                                                   | 三菱重工業   |
| 1977年度本予算        | 400両   | ワム283000 - ワム283119                                                   | 日本車輌製造 |
| 1977年度本予算        | 400両   | ワム283120 - ワム283299                                                   | 川崎重工業   |
| 1977年度本予算        | 400両   | ワム283300 - ワム283389                                                   | 三菱重工業   |
| 1977年度本予算        | 400両   | ワム283390 - ワム283399                                                   | 若松車輛     |
| 1977年度第1次債務負担 | 600両   | ワム283400 - ワム283599                                                   | 日本車輌製造 |
| 1977年度第1次債務負担 | 600両   | ワム283600 - ワム283869                                                   | 川崎重工業   |
| 1977年度第1次債務負担 | 600両   | ワム283870 - ワム283979                                                   | 三菱重工業   |
| 1977年度第1次債務負担 | 600両   | ワム283980 - ワム283999                                                   | 若松車輛     |
| 1978年度本予算        | 500両   | ワム284000 - ワム284229                                                   | 川崎重工業   |
| 1978年度本予算        | 500両   | ワム284230 - ワム284379                                                   | 日本車輌製造 |
| 1978年度本予算        | 500両   | ワム284380 - ワム284469                                                   | 三菱重工業   |
| 1978年度本予算        | 500両   | ワム284470 - ワム284499                                                   | 若松車輛     |
| 1978年度第1次債務負担 | 500両   | ワム284500 - ワム284599, ワム284700 - ワム284819                          | 川崎重工業   |
| 1978年度第1次債務負担 | 500両   | ワム284600 - ワム284679, ワム284820 - ワム284904, ワム284990 - ワム284994 | 日本車輌製造 |
| 1978年度第1次債務負担 | 500両   | ワム284680 - ワム284699, ワム284905 - ワム284989, ワム284995 - ワム284999 | 三菱重工業   |
| 1978年度第3次債務負担 | 1,000両 | ワム285000 - ワム285449                                                   | 川崎重工業   |
| 1978年度第3次債務負担 | 1,000両 | ワム285450 - ワム285769                                                   | 日本車輌製造 |
| 1978年度第3次債務負担 | 1,000両 | ワム285770 - ワム285979                                                   | 三菱重工業   |
| 1978年度第3次債務負担 | 1,000両 | ワム285980 - ワム285999                                                   | 若松車輛     |
| 1979年度本予算        | 500両   | ワム286000 - ワム286219                                                   | 川崎重工業   |
| 1979年度本予算        | 500両   | ワム286220 - ワム286389                                                   | 日本車輌製造 |
| 1979年度本予算        | 500両   | ワム286390 - ワム286479                                                   | 三菱重工業   |
| 1979年度本予算        | 500両   | ワム286480 - ワム286499                                                   | 若松車輛     |
| 1979年度第3次債務負担 | 1,000両 | ワム286500 - ワム286959                                                   | 川崎重工業   |
| 1979年度第3次債務負担 | 1,000両 | ワム286960 - ワム287279                                                   | 日本車輌製造 |
| 1979年度第3次債務負担 | 1,000両 | ワム287280 - ワム287469                                                   | 三菱重工業   |
| 1979年度第3次債務負担 | 1,000両 | ワム287470 - ワム287499                                                   | 若松車輛     |
| 1980年度第2次債務負担 | 1,000両 | ワム287500 - ワム287949                                                   | 川崎重工業   |
| 1980年度第2次債務負担 | 1,000両 | ワム287950 - ワム288279                                                   | 日本車輌製造 |
| 1980年度第2次債務負担 | 1,000両 | ワム288280 - ワム288469                                                   | 三菱重工業   |
| 1980年度第2次債務負担 | 1,000両 | ワム288470 - ワム288499                                                   | 若松車輛     |

#### 保守向上車

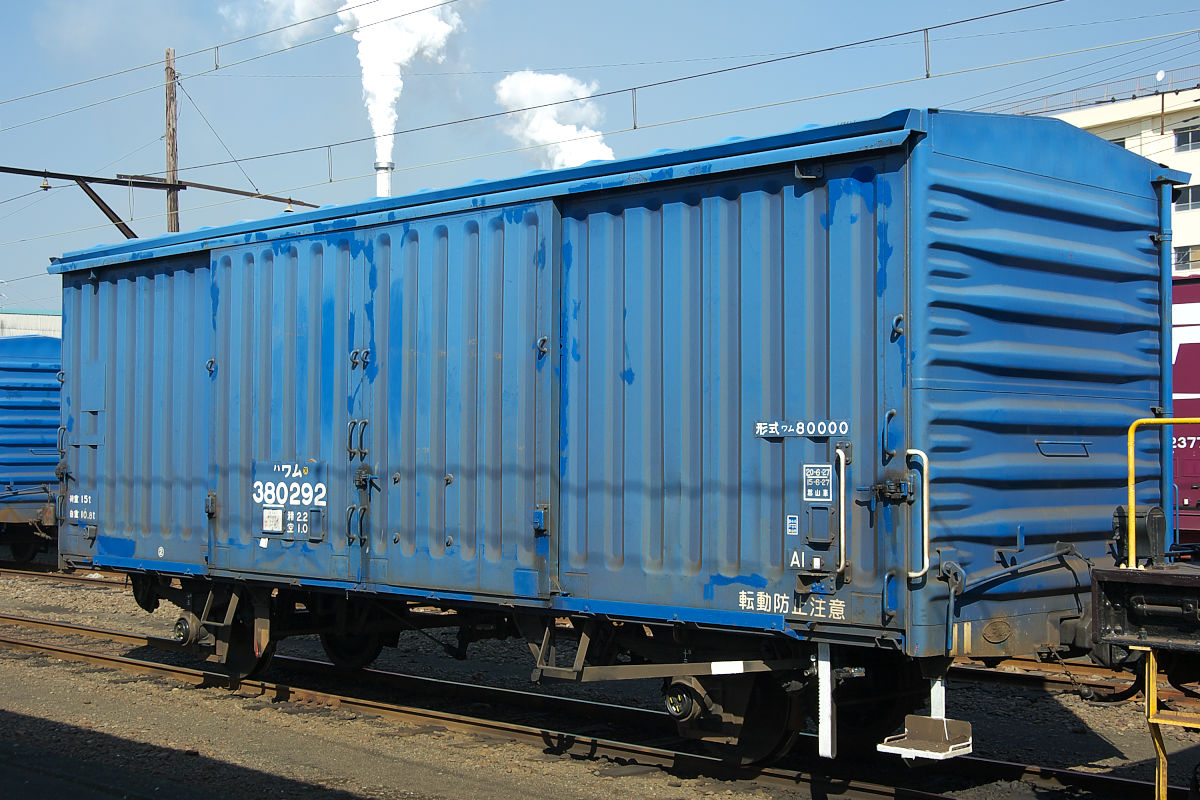
ワム380292（保守向上車）

走行安定対策車（280000番台）をベースに、保守性の向上のため軸受を平軸受からコロ軸受に変更したもので、1991年（平成3年）1月から1993年（平成5年）3月にかけてJR貨物の輪西、新小岩、名古屋、広島、小倉の各車両所および西日本旅客鉄道（JR西日本）の鷹取、松任の両工場で500両に改造が行なわれた（ワム380000 - ワム380499・380000番台）。外板塗装は貨物ブルーに変更されている。コロ軸受への変更により走行抵抗が小さくなったため、「転動防止注意」の標記がブレーキペダル横の扉下部に行なわれている。
年度別の改造施工状況は、次のとおりである。
| 改造年度 | 改造数 | 車両番号                | 施工         |
| -------- | ------ | ----------------------- | ------------ |
| 1990年度 | 100両  | ワム380000 - ワム380014 | 輪西車両所   |
| 1990年度 | 100両  | ワム380015 - ワム380047 | 新小岩車両所 |
| 1990年度 | 100両  | ワム380048 - ワム380059 | 名古屋車両所 |
| 1990年度 | 100両  | ワム380060, ワム380061  | 松任工場     |
| 1990年度 | 100両  | ワム380062 - ワム380067 | 鷹取工場     |
| 1990年度 | 100両  | ワム380068 - ワム380079 | 広島車両所   |
| 1990年度 | 100両  | ワム380080 - ワム380099 | 小倉車両所   |
| 1991年度 | 200両  | ワム380100 - ワム380145 | 輪西車両所   |
| 1991年度 | 200両  | ワム380146 - ワム380213 | 新小岩車両所 |
| 1991年度 | 200両  | ワム380214 - ワム380219 | 松任工場     |
| 1991年度 | 200両  | ワム380220 - ワム380231 | 鷹取工場     |
| 1991年度 | 200両  | ワム380232 - ワム380269 | 広島車両所   |
| 1991年度 | 200両  | ワム380270 - ワム380299 | 小倉車両所   |
| 1992年度 | 200両  | ワム380300 - ワム380321 | 輪西車両所   |
| 1992年度 | 200両  | ワム380322 - ワム380401 | 新小岩車両所 |
| 1992年度 | 200両  | ワム380402 - ワム380413 | 名古屋車両所 |
| 1992年度 | 200両  | ワム380414 - ワム380419 | 松任工場     |
| 1992年度 | 200両  | ワム380420 - ワム380429 | 鷹取工場     |
| 1992年度 | 200両  | ワム380430 - ワム380469 | 広島車両所   |
| 1992年度 | 200両  | ワム380470 - ワム380499 | 小倉車両所   |

### 物資別適合車
汎用車をベースに、物資別適合輸送のために積載する物資に適合するよう構造を改めたグループで、新製または汎用車の改造により製作された。番号は、汎用車との区別のため580000番台に定められた。これらは、車扱貨物の衰退とともに廃車され、ビール輸送用のものが少数引き継がれた以外は、JRに引き継がれたものはなかったが、1998年（平成10年）には新たな物資別適合車として、480000番台が改造製作された。

#### 鮮魚輸送用
1967年（昭和42年）に近距離鮮魚輸送用として、名古屋工場での汎用車の改造または川崎車輛での新製（1967年度第1次債務負担）により、30両が製作されたものである（580000番台）。このうち24両（ワム580000 - ワム580023）が改造車、6両（ワム580024 - ワム580029）が新製車である。変更としては、床に傾斜をつけて水抜き穴を設け、屋根裏面に断熱塗料を塗布し、床裏面や妻の裏側に防錆塗料を吹き付けて、断熱効果を上げている。外板は白色塗装とされた。
新製車は、当初ワム86064 - ワム86069として計画されていたものだが、急遽鮮魚輸送用に仕様変更して落成させたもので、予定番号に5を冠して、ワム586064 - ワム586069とされていた。改造車についても、改造落成当初は原番号の十万位に5を付した番号であったが、後に物資別適合車の種類が増えると、ワム580000 - ワム580029に変更された。
本グループは焼津駅常備とされ、東京、大阪または神戸との間のマグロ輸送に使用されたが、1968年（昭和43年）に東名高速道路が開通すると、マグロ輸送は高速道路を利用したトラックによる方式に切り替わった。晩年は一部の車両が上諏訪駅や岡谷駅などの常備とされて味噌の輸送に使用された。

#### 板ガラス輸送用
板ガラスのクレーン荷役の便を図るために屋根構造の変更を行なったもので、1967年（昭和42年）に後藤工場で汎用車の改造により14両（ワム581000 - ワム581013）、1969年（昭和44年）に新製車として日立製作所で11両（ワム581014 - ワム581024・581000番台。1969年度民有車両）の合計25両が製造された。常備駅は、松尾寺駅である。
改修内容は、屋根に幅1,600 mm、長さ5,400 mm の積込み口を空け、そこにスライド式の扉を設けたもので、妻板には屋根に登るためのハシゴが取付けられている。新製車は、積込み口の長さが5,600 mmに変更されたほか、積込み口の引戸は人が乗っても破損しないように強化されている。
本グループは、落成当初、原番の十万位に6を冠していたが、鮮魚輸送用と同様の経過でこの番号に改められた。

#### 自動稲刈結束機輸送用
1968年（昭和43年）、鷹取工場で、汎用車より5両（ワム582000 - ワム582004・582000番台）が改造製作された、自動稲刈結束機（バインダー）専用車である。床面上1,190 mm の位置に棚を設置して2段積ができるように改造され、1両あたり16台の積載が可能であった。

#### オートバイ輸送用
1968年（昭和43年）に12両（ワム583000 - ワム583011・583000番台）が新製されたもので、582000番台と同様に棚を設けてオートバイの2段積ができるようにしたものであるが、復路で一般貨物の扱いもできるよう、棚は1,840 mm の高さまで持ち上げることのできる構造となっている。1枚のパレットに6台のオートバイを固定して、これを上下の棚にそれぞれ4枚、合計8枚積載できる。静岡鉄道管理局がヤマハ発動機からのオートバイ出荷を受注するために用意した車両である。これ以前にワキ5000形で実施しようと試行した経緯がある。
当初、ワム180808 - ワム180819として計画されていたものを急遽変更したもので、同番は欠番となったが、後の増備により2代目が落成して、欠番は埋められた。数年後にはオートバイ輸送が廃止されたため、日本楽器製造（後のヤマハ）のピアノやエレクトーンを出荷する目的に転用され、さらに1981年（昭和56年）に専用設備を撤去のうえ汎用車に編入され、側柱省略試作車に続くワム188807 - ワム188818に改番された。

#### ビール輸送用

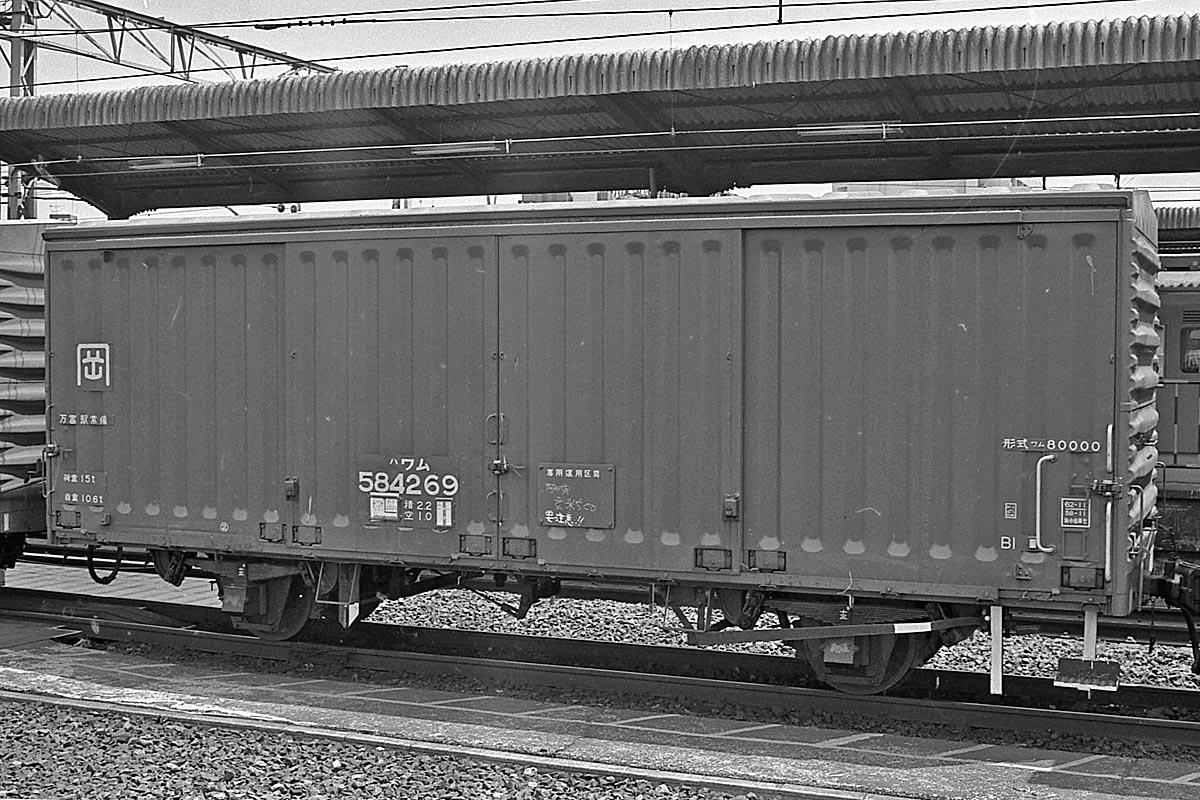
ワム584269

ケース入り瓶ビールの輸送用として、1969年（昭和44年）および1970年（昭和45年）に470両（ワム584000 - ワム584469・584000番台）が新製（汽車製造、日本車輌製造）により、1971年（昭和46年）から1973年（昭和48年）に300両（ワム585000 - ワム585299 ・ 585000番台）が汎用車の改造により製作（改造所は、大宮、鷹取、郡山、名古屋、広島、幡生の各工場）されたもので、総数は770両と物資別適合車では最大のグループとなった。ビール用のパレットは、標準的なものと寸法が異なる（900mm×1,100mm）ため、荷役作業で支障する側柱を車体の全長中心部側寄りにそれぞれ400mmずつ移設し、18枚が積載可能である。
ビール工場はかつて多くの場合原料搬入、製品出荷に便利なよう鉄道駅の近くに設置され、専用線による貨車の授受を行っていた。太刀洗、竹下、万富、西ノ宮、尼崎、吹田、茨木、向日町、多賀、清洲、新守山、恵比寿、川口、倉賀野、取手などで、本形式によるビール出荷が行われていた。

#### 木材チップ輸送用

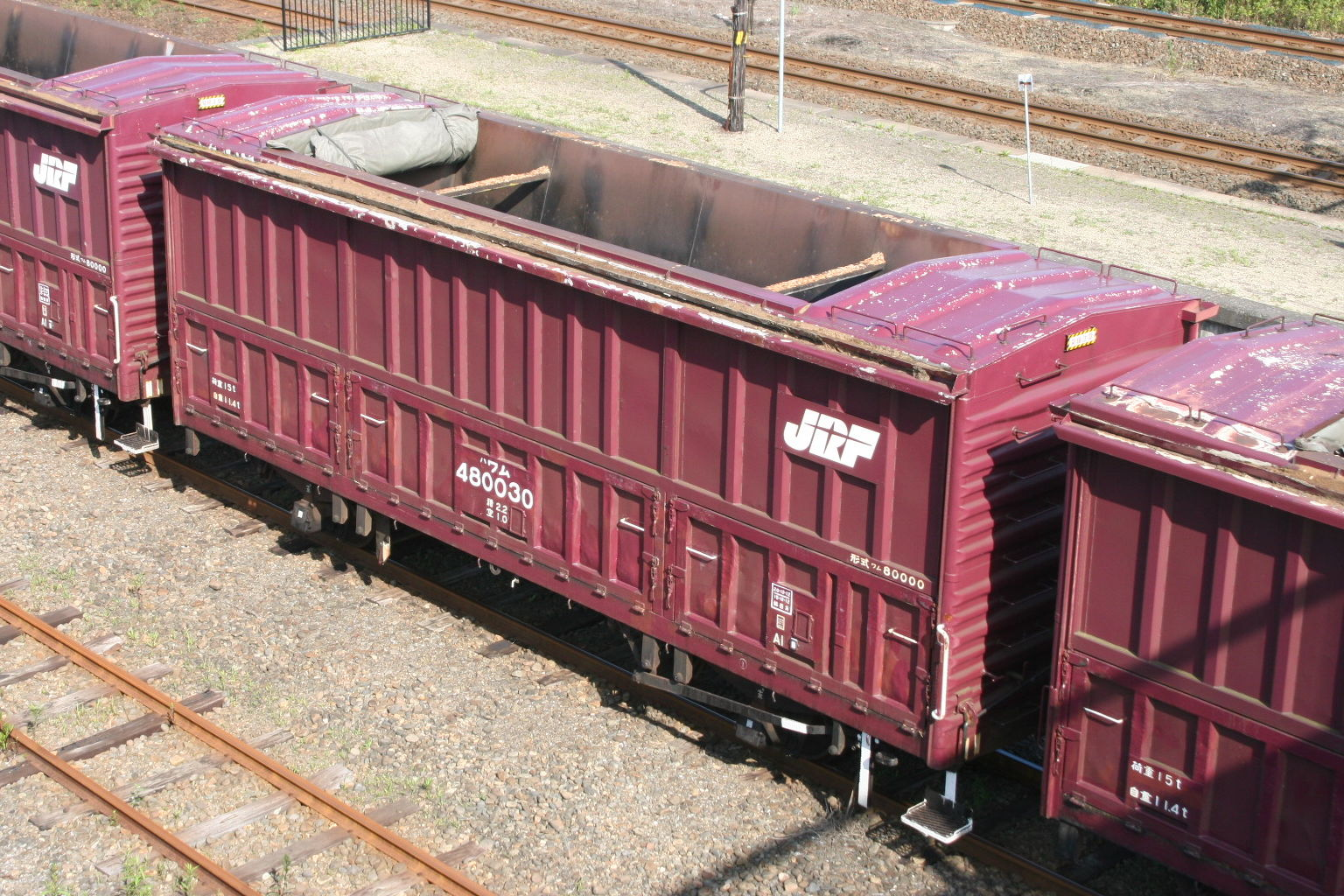
ワム480030（木材チップ輸送用車）

北海道の萩野 - 陣屋町間で使用されていたトラ90000形無蓋車を置換えるために、1998年（平成10年）5月から2000年（平成12年）3月にかけて、汎用車の280000番台から90両が改造された製紙用木材チップバラ積輸送専用車（480000番台）である。改造は、輪西車両所（鷲別機関区輪西派出）で行われた。1998年（平成10年）度改造が48両（ワム480000 - ワム480047）、1999年（平成11年）度改造が42両（ワム480048 - ワム480089）である。
屋根部を開口し、山側側面を完全に張り替え、車体下部に荷下ろし用のあおり戸を設置するなど大規模な改造を加えられたため、実質的に有蓋車の体をなしておらず、積車時には屋根にシートを掛けて運用されるが、類別・形式の変更はなかった。最大積載荷重は15tのまま。塗装は赤紫色（JRFレッド）である。なお、チップの輸送は2008年（平成20年）3月に終了したため、この目的で使用されていた期間は約10年ほどである。

## 関連形式

### ワム89000形（初代）
1957年（昭和32年）に大宮工場で3両が試作された、側面総開き式のパレット輸送用有蓋車である。側面は鋼製の引戸が4枚設けられ、いずれの扉を開いても荷役が可能であった。パレットの最大積載数は12枚。屋根を支えるため、片側に2本の側柱を有し、そこに木製の仕切りを設けて室内を3分割していた。本形式は車体長が短く、最大積載荷重の15 t を積むことができなかったため、量産車（2代目ワム80000形）の設計時には、車体が延長された。屋根は、量産車が中央に折れ線を設けた山形であるのに対し、やや深めの丸屋根であった。
本形式は、当初ワム80000形（初代・ワム80000 - ワム80002）と称したが、量産車の登場に伴い、1960年（昭和35年）3月にワム89000形（初代・ワム89000 - ワム89002）に改められた。
試験車としての役目を終えた後は汐留駅常備となり、晩年は浅野駅常備となって板ガラス輸送用に使用された。1975年（昭和50年）末までに全車が廃車された。

### ワム89000形（2代）
1981年（昭和56年）に1両が新製された試作車で、側引戸をアルミ製とした走行安定性対策車（280000番台）が、フォークリフトによる荷役の際にこれを破損するトラブルが続出したことから、再び側引戸を鋼製とする可能性を探るために製作されたものである。側引戸が耐候性鋼板製となったことから、軽量化を図るため内張は合板製とされ、室内の仕切りパイプは廃止、側柱は細くされた。さらに荷崩れ防止装置を装備している。
形式は2代目のワム89000形とされたが、番号は初代の続番のワム89003とされた。

### ワサ1形
ワム80000形の17 t 積タイプとして開発されたもので、ワム60000形に対するワラ1形に相当する。17 t 積として開発されながら、最大積載荷重23 t 以下の記号「サ」を称するのは、同時にバラ積み（汎用）輸送にも対応できるようにしたためで、この場合の最大積載荷重は23 t である。当初は、ワム80000形を汎用時20 t、パレット積載時15tとすることが検討されたが、ワム80000形の軽量化がこれ以上不可能であったことから、荷重増加分を吸収し軸重制限をクリアするため、車輪を一軸増した三軸車とすることで解決を図ったものである。走行装置は最高速度75 km/hで走行可能な二段リンク式とされ、屋根は鋼板製の丸屋根となった。パレットの最大積載数は16枚である。
1962年（昭和37年）に2両が汽車製造で試作されたが、量産化には至らず、しばらく身延線で新聞輸送用に使用された。その後、ワサ1が1971年（昭和46年）に走行特性試験車ヤ81（後述）に改造され、残ったワサ2は第2種休車のまま沼津機関区などでの展示会に供されたが、分割民営化直前の1987年（昭和62年）に除籍されて形式消滅した。

### ワキ5000形
1965年（昭和40年）から製造された、30t積パレット輸送用大型有蓋車である。台車はボギー式となり、最高運転速度は85 km/hである。現在は、一部が救援用として在籍している。

### ヤ80形
1969年（昭和44年）に川崎重工業で新製された走行特性試験車で、狩勝実験線での競合脱線の原因解明のための走行実験に供された。外観はワム80000形第2次量産車に準じるが、車内には昇降可能な棚を設けて積荷の偏積や重心高さの変更ができるようになっている。走行装置は二段リンク式であるが、軸距の変更が可能で、ワム80000形と同様の5,040 mmのほか、4,500 mmと6,000 mmに設定可能である。外板塗色はインクブルー（青15号）。1984年（昭和59年）に形式消滅した。

### ヤ81形
1971年（昭和46年）、ヤ80形と同じ目的に供するため、ワサ1を苗穂工場で走行特性試験車に改造したものである。改造に際して車体長を12,500 mmに延長し、三軸式の走行装置は撤去してTR216Aボギー台車に変更した。ボギー中心間距離は9,000 mmである。外板塗色はインクブルー（青15号）。1986年（昭和61年）に形式消滅した。

### ヤ82形
1971年（昭和46年）、ヤ80形およびヤ81形と同じ目的に供するため、ワム84890を旭川車両センターで走行特性試験車に改造したものである。車体は種車のままであるが、二軸式二段リンクの走行装置は撤去され、TR216Aボギー台車に交換した。ボギー中心間距離は6,000 mmである。外板塗色はインクブルー（青15号）。1982年（昭和57年）に形式消滅した。

### ハテ8000形

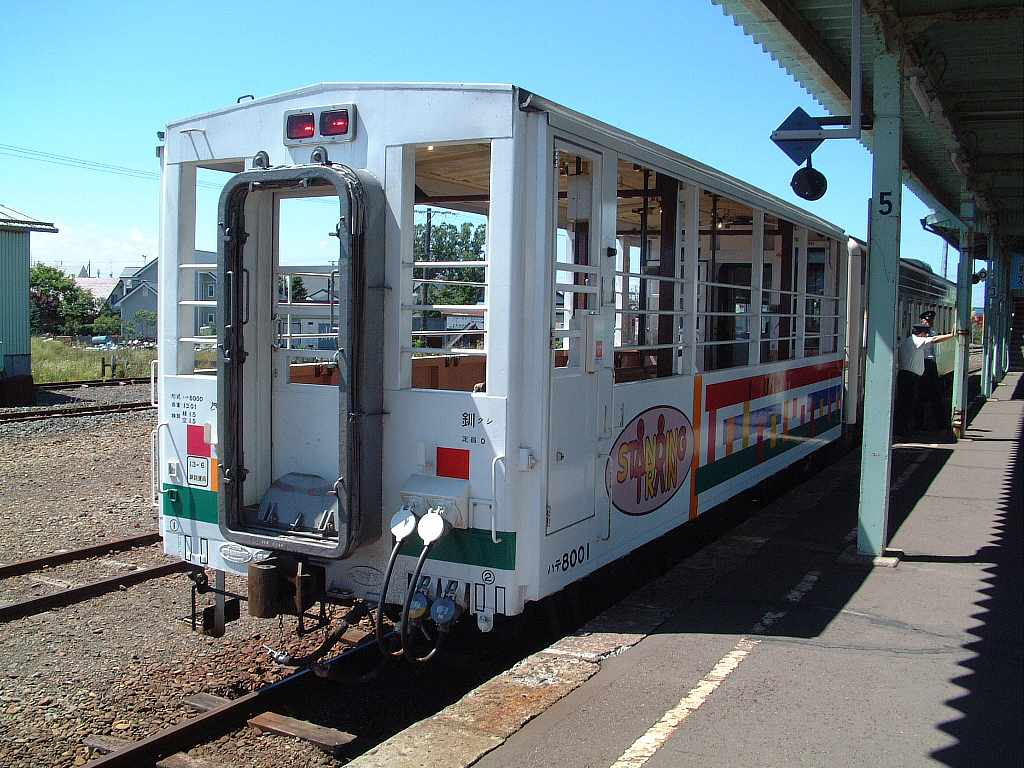
ハテ8000形（ハテ8001）

ワム181687を種車として「スタンディングトレイン」用の眺望客車（トロッコ客車）に改造したもので、JRグループに在籍する唯一の二軸客車であった。改造は2001年（平成13年）、北海道旅客鉄道（JR北海道）釧路運輸車両所で行われた。
眺望に配慮して車体側面および妻面の構体を撤去しており、「スタンディングトレイン」の名のごとく室内に座席は設置されておらず、簡易な腰掛けとしてレストバーが設けられているのみである。気動車と連結して運転されることから、床面の高さは気動車と合わせられ、妻面には貫通路と幌を装備し、貫通路妻面の上部に後部標識灯、貫通路の左右に角型の赤色反射板を取り付けていた。
2013年（平成25年）12月20日付で廃車となった。

## 私鉄のワム80000形
国鉄の貨車はその時代時代において、私鉄の貨車にも大きな影響を与えてきた。本形式と同形の貨車は私鉄にも導入されたが、モータリゼーションの進展と時を同じくしていたこともあり、新製導入は2社11両、廃車後払下げも2社22両に留まっている。その他、銚子電気鉄道に譲渡された1両がトロッコ客車に改造されている。

### 上武鉄道
上武鉄道が1968年9月にワム8000形として1両のみ（ワム8000）導入したもので、日本車輌製造で製造された。形態は国鉄の第2次量産車と同様である。国鉄直通車で、社紋と社名を車体に標記し、番号に二重下線を引いていた。

### 水島臨海鉄道
水島臨海鉄道が1968年10月にワム800形として10両（ワム800 - ワム809）を導入したもので、川崎車輛製である。形態は国鉄の第2次量産車と同様である。国鉄直通車で、社紋と社名を車体に標記し、番号に二重下線を引いていた。

### 三岐鉄道
三岐鉄道が1985年度に国鉄から12両の払下げを受けたもので、ワム700形（ワム700 - ワム711）と称した。形態的には第2次量産車グループである。三岐鉄道では、社線内の袋詰めセメントの輸送用に使用し、パレット用有蓋貨車としては唯一、黒色の塗装がされていた。
番号の新旧対照は、次のとおりである。
- ワム700 ← ワム85884
- ワム701 ← ワム180503
- ワム702 ← ワム181345
- ワム703 ← ワム182465
- ワム704 ← ワム183330
- ワム705 ← ワム183490
- ワム706 ← ワム184073
- ワム707 ← ワム184451
- ワム708 ← ワム184759
- ワム709 ← ワム184768
- ワム710 ← ワム184941
- ワム711 ← ワム585173

### 同和鉱業
同和鉱業片上鉄道事業所が、1986年に吉ヶ原、周匝からの肥料輸送用および弁柄輸送用として10両が国鉄から払い下げられたもので、ワム1800形（ワム1801 - ワム1810）と称した。形態的には第2次量産車グループである。導入はされたもののあまり使用されず、大半は1991年7月の廃線と運命をともにしたが、ワム1805・ワム1807のみ、岡山県備前市の旧片上駅跡地で静態保存されていた。現在はワム1805は和気町の和気交通公園横に静態保存、ワム1807が久米郡美咲町の柵原ふれあい鉱山公園にて動態保存されている。
番号の新旧対照は、次のとおりである。
- ワム1801 ← ワム180570
- ワム1802 ← ワム181464
- ワム1803 ← ワム181842
- ワム1804 ← ワム183864
- ワム1805 ← ワム184036
- ワム1806 ← ワム184141
- ワム1807 ← ワム184740
- ワム1808 ← ワム184746
- ワム1809 ← ワム184987
- ワム1810 ← ワム185970

### 銚子電気鉄道

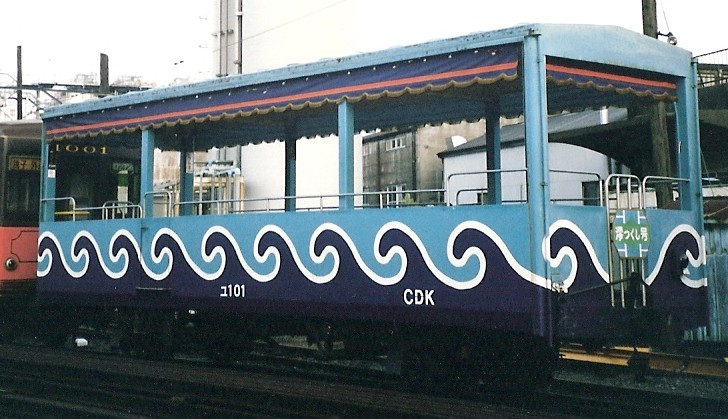
澪つくし号（ユ100形）

1985年（昭和60年）7月、国鉄大宮工場貨車職場（新小岩）でワム183983の改造により銚子電気鉄道向けの遊覧客車ユ100形1両（ユ101）が製作された。妻と側面を撤去して腰板を設け、40人分の腰掛けとテーブルを設置した、いわゆるトロッコ客車である。床下には、重心を下げるため5t分の死重を吊り下げている。
同年、NHKで放送された朝の連続テレビ小説『澪つくし』にちなみ、8月4日の使用開始にあたって来銚した主演女優の沢口靖子により「澪つくし」号と命名された。形式の「ユ」は遊覧客車であることに由来し、国鉄の郵便車とは関係がない。
だが安全基準上の問題等の事情により同列車は運行休止となり、以降は使用されないまま保管されている。

### 島原鉄道
島原鉄道には、国鉄またはJRから譲渡を受けたワム80001という車両が存在したが、鉄道車両としては入籍していなかった。黒色に塗装された走行安定対策車で、縦書きで大きく「救援車」と書かれている。南島原の車両基地にヨ8001とともに工事用車両として留置されていた。

## 国鉄分割民営化後の状況

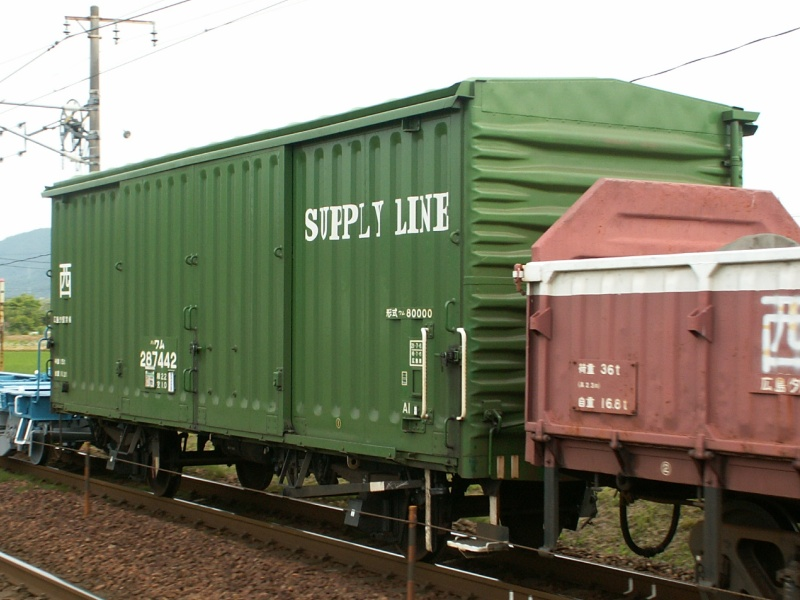
ワム287442（JR貨物広島車両所配給用）

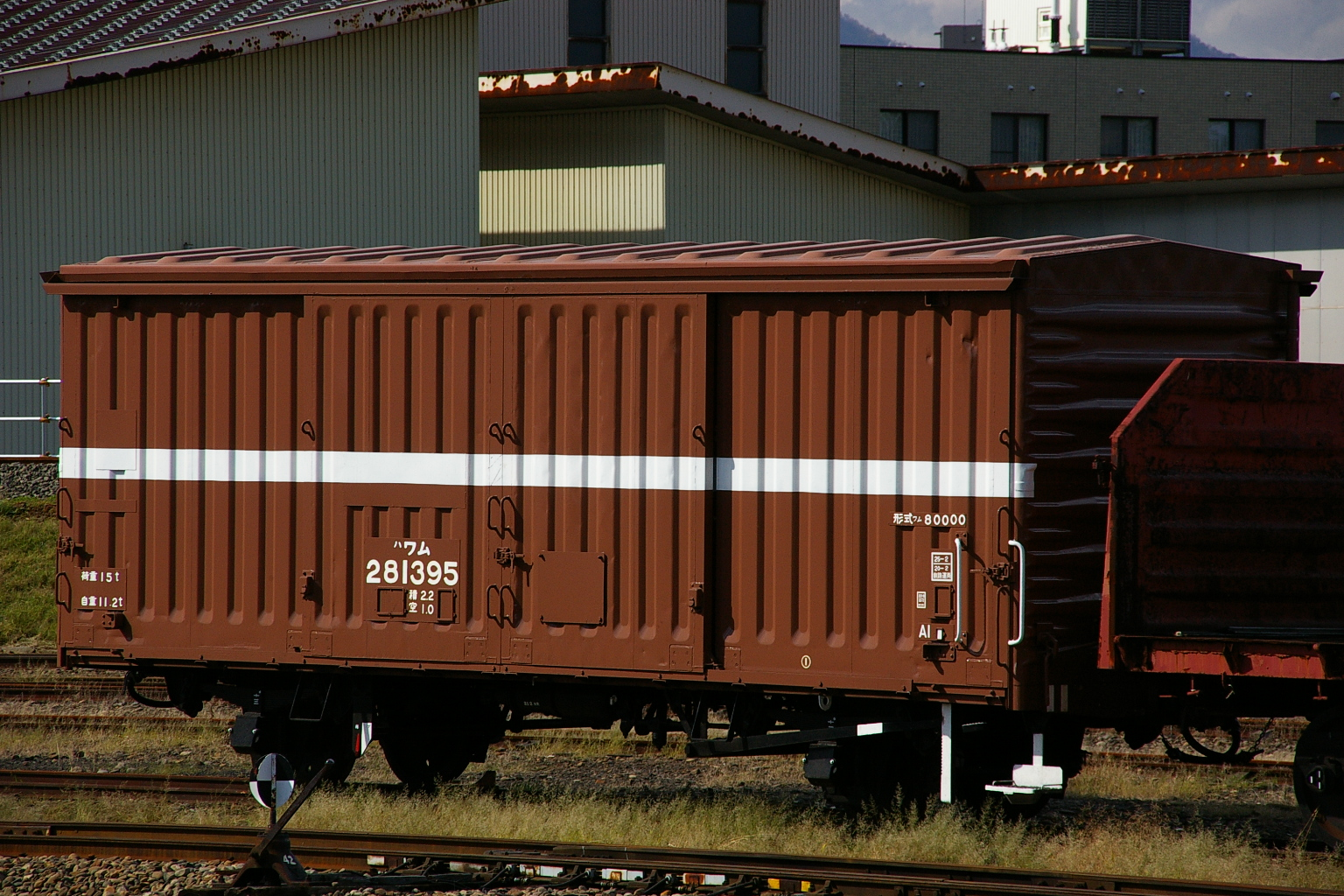
ワム281395（JR北海道苗穂工場の救援車）

26,000両以上が製造された本形式であるが、1984年2月のダイヤ改正でヤード集結輸送が原則廃止されたため大量の余剰車が発生した。余剰車は他の不要車両とともに操車場跡地に留置され、うち相当数が車軸を撤去して民間に売却され、各地で倉庫等として再利用されることになった。
1987年（昭和62年）の国鉄分割民営化時には、九州旅客鉄道（JR九州）を除くJR6社に6,632両が承継された。これは本形式総製作数の4分の1弱にあたる。内訳は、北海道旅客鉄道（JR北海道）6両、東日本旅客鉄道（JR東日本）13両、東海旅客鉄道（JR東海）8両、西日本旅客鉄道（JR西日本）19両、四国旅客鉄道（JR四国）1両、日本貨物鉄道（JR貨物）6,588両である。走行安定性対策車（280000番台）が承継車の多数を占め、ごく少数の2次量産車およびビール輸送用物資別適合車が含まれていた。旅客鉄道会社のものは配給車や救援車代用等の事業用、JR貨物のものは営業用であるが、一部は車両所の配給用である。配給車代用のものは、国鉄時代から車体に白帯を巻いて区別されているが、広島車両所のものは緑色一色に「SUPPLY LINE」のロゴを標記した塗装に変更された。また、民営化初期のJR貨物所有車では、JR貨物のコーポレートカラーであるコンテナブルーに、「パワー全開JR貨物」等のキャッチコピーを書いた車両も存在した。
JR貨物での用途は、ロール紙を主体とする紙製品を輸送する専用貨物列車が主体であった。各地の製紙工場から大都市近傍の消費地に向けた多数の列車が設定されていたが、最高速度の制約ならびに本形式の老朽化に伴うコンテナ輸送への置換や、輸送需要自体の消滅によって運用は漸次減少し、2012年3月17日のダイヤ改正で全車運用を終了した。
2010年4月1日現在の在籍数は、JR北海道1両（ワム281395）、JR東日本1両（ワム287336）、JR貨物401両で、JR発足時の10分の1以下となっていた。
JR北海道のワム281395は2015年度に廃車され、JR東日本のワム287336は2020年1月8日付で廃車されたため、旅客会社の配置は消滅している。

## 保存車
| 画像       | 番号                             | 所在地                                                  | 備考                                                                                  |
| ---------- | -------------------------------- | ------------------------------------------------------- | ------------------------------------------------------------------------------------- |
|            | ワム82506                        | 北海道小樽市 「小樽市総合博物館」                       |                                                                                       |
|            | ワム83279                        | 長野県松本市 株式会社竹屋松本工場                       |                                                                                       |
|            | ワム88085                        | 広島県福山市 曙公園                                     |                                                                                       |
|            | ワム184036                       | 岡山県和気郡和気町和気交通公園横                        | 同和鉱業片上鉄道事業所ワム1805                                                        |
|            | ワム184740                       | 岡山県久米郡美咲町 吉ヶ原駅跡（柵原ふれあい鉱山公園内） | 動態保存車                                                                            |
|            | ワム180455                       | 北海道網走郡津別町 北見相生駅跡                         |                                                                                       |
|            | ワム184336 ワム186833 ワム186959 | 北海道勇払郡 安平町 道の駅あびら D51ステーション        |                                                                                       |
|            | ワム187711 ワム187936            | 北海道河東郡 士幌町 士幌駅跡「士幌交通公園」            |                                                                                       |
|            | ワム187865                       | 北海道中川郡幕別町 忠類駅跡                             |                                                                                       |
|            | ワム187953                       | 岩手県盛岡市「岩手県営運動公園」→神奈川県→ ?            | 岩手県にいた頃は車輪等の足回りが あったが移設後は 外されていた｡2023年以降の消息は不明 |
|            | ワム280727                       | 東京都練馬区大泉学園町 朝霞駐屯地輸送学校               |                                                                                       |
|            | ワム285555                       | 千葉県松戸市 鉄道用品株式会社馬橋工場                   | 常磐線馬橋駅隣接 2020年に撤去                                                         |
| ワム287123 | ワム287123                       | 千葉県木更津市「イベントスペース かずの駅」             |                                                                                       |
|            | ワム380128 ワム380411            | 静岡県富士市 岳南電車岳南富士岡駅構内。                 |                                                                                       |
|            | ワム286467                       | 愛知県海部郡蟹江町富吉 近畿日本鉄道富吉駅付近           | 防災備蓄倉庫 として使用                                                               |